# インターバル・シグナル
インターバル・シグナル（英語: Interval signal、略称はIS）は、ラジオ放送局が主に放送開始前に送出する、放送局を識別するための音楽などのことである（同じものが放送終了後や番組の合間にも送出されることがある）。

## 概説
いわゆるオープニングやエンディング（クロージング）音楽とは別である。もともと、周波数が直読出来ない（表示は指針と指標板しかない）ラジオで放送開始前にチューニング（周波数合わせ）の手助けとして始められたものである。
また、複数の周波数を使用することの多い世界向け放送の場合は、放送開始前のインターバル・シグナルの時点で、その周波数の受信状態を知ることができ、最善な周波数の選択の参考にすることも可能である。周波数をPLLシンセサイザで直読出来るラジオが普及した現在においても、混信していても、どの放送局か識別する上で、インターバル・シグナルが使われている理由である。
電離層の季節変化や時間変化に応じて、周波数が頻繁に変更される世界向け短波放送で使用されることが主で、殆どの世界向け短波放送局が、独自のインターバル・シグナルを持っている（放送局によっては、系統別に異なるものを用いる）が、周波数が一定の国内向け放送だけを行う放送局にはインターバル・シグナルがないことが多い。
「インターバル・シグナル」という言葉通り、一定の間隔（インターバル）で短いシグナル（国歌や民族音楽といった放送局（国家）を特徴づける音楽の一節、鐘の音等）がエンドレスに放送開始直前まで流される場合が多い。
またシグナルだけでなく局名アナウンスを挿入する放送局もある。

## 代表例
- BBC World Service（BBC） - ロンドンのセント・メアリー・ラ・ボウ教会の鐘（Bow Bells）

かつては、ワールド・サービスが「Orange and Lemon」、ヨーロッパ向けが「交響曲第5番（運命）」（出だしのリズムが、勝利を意味する“V”のモールス音に当たることから）、その他の地域向けが「BBC」の3音のアレンジであった。
- ラジオ・カナダ・インターナショナル - 「カナダ国歌」の冒頭1小節（ピアノ演奏）
- ラジオ・オーストラリア - エンドレスに編集された「ウォルシング（ワルチング）・マチルダ」。放送開始直前にワライカワセミの鳴き声が流されるが、これは1回のみで、ISとはいえない。
- バチカン放送 - オーケストラ伴奏・チェレスタの演奏による賛美歌「Christus Vincit」。放送開始直前にはサン・ピエトリ寺院の連鐘が放送される。
- ロシアの声 - 組曲「展覧会の絵」より「キエフの大門」の冒頭4小節[1]
- 中国国際放送 - 「義勇軍進行曲」冒頭2小節[2]
- 中央人民広播電台 - 「義勇軍進行曲」冒頭2小節（国際放送のものより音程が高い）
- 海峡の声 - 「三大紀律八項注意」冒頭
- 新疆人民広播電台 - 「東方紅」の冒頭2小節
- 朝鮮の声放送、朝鮮中央放送、平壌放送、朝鮮中央テレビ - 「金日成将軍の歌」の冒頭2小節
- ベトナムの声（VOV） - 「ファシストを殲滅せよ」のサビの部分
- FEBC - 「イエス様を助けて罪人」。テレビでも使用されていた。
- ボイス・オブ・アメリカ（VOA） - 「ヤンキードゥードゥル」
- ドイチェ・ヴェレ（DW） - ベートーヴェンの歌劇フィデリオの一節
- 4VEH（ハイチ） - 「アメイジング・グレイス」の冒頭1小節半が鐘で演奏されていた。
- アンデスの声 - 「さくらさくら」
- しおかぜ - 「故郷」

宗教系のラジオ局では、その宗教に関するISが使われることが多い。キリスト教系のラジオ局では、賛美歌や聖歌の一節が、仏教系のラジオ局では、梵鐘の音を用いることが多い。かつて『World Radio TV Handbook』には譜例が多数掲載されていた。
- 日本放送協会（NHK） - 君が代（日本国歌）の演奏（終了時）

NHKでは、ラジオ第2の開始前（5:43 - 5:50）と放送終了後の君が代演奏後に4分程度、チェレスタによるIS（作曲：熊田為宏。それぞれ別の曲で、「開始音楽」「終了音楽」とも呼ばれる）を放送している。かつてはラジオ第1、FM（FMは開始時のみ）でも同じISが放送されていたが、24時間放送化後の2000年4月1日以降は、放送設備の点検による放送休止後の開始時を除き、放送されなくなった。なお、開始音楽・終了音楽とも長期間同じ曲が使われているが、終了音楽のみ2000年代の一時期にエコー付加・アウトロの異なるアレンジバージョンに変更されたことがある。また、『ラジオ深夜便』が創設される前の1990年初めまで、ラジオ第1・FMとラジオ第2ではアウトロが異なっている。開始音楽は1980年4月1日 - 1989年12月31日、終了音楽は1973年頃 - 1998年12月31日まではオルゴールによるバージョンが使用され、開始音楽は1990年1月1日から、終了音楽は1999年1月1日から現在のチェレスタによるバージョン（演奏：三石精一）となった。
また、NHKワールド・ラジオ日本の海外向け国際放送では、放送開始前のISに「数え歌変奏曲」の電子オルゴール演奏が流される。以前は石戸谷健一の声による「この放送はNHKワールド、国際放送ラジオ日本です。東京からお送りします」の日本語アナウンス、「This is NHK World. Radio Japan. Tokyo」の英語アナウンス、フランス語で同様のアナウンスが流されていた。なお同一周波数で複数の番組が続けて放送される場合はISは流れない。以前はチェレスタによる演奏であった。また、衛星デジタルラジオでも完全24時間日本語放送を行う1チャンネル（チャンネル名「Radio1」）を除き、放送されていない外国語放送のチャンネル（「Radio2」「Radio3」「Radio4」「Radio5」）でも次の放送開始までエンドレスで流している。また、短波放送では周波数によっては放送開始5分前のISの代わりに海外安全情報が放送されることもある。
- 日経ラジオ社短波放送（ラジオNIKKEI、旧：日本短波放送→ラジオたんぱ） - 1954年の開局時に収録されたチューブラー・ベルと琴の合奏曲（石井歓作曲）。
- ABCラジオ - 放送終了後にキダ・タロー作曲によるステーションソング「きこうABC」がオルゴールで演奏される。
- ラジオ沖縄 - 放送開始7分前から琉球箏曲「六段」が演奏されており、ISとして機能している。
- RBCiラジオ - 放送開始数分前から琉球箏曲「瀧落菅撹」が演奏されており、ISとして機能している。
- TBCラジオ - かつて、ステーションソングを鉄琴で演奏したISを使用していたことがある。現在はコーポレートスローガンに「TBCラジオ」のアナウンス。
- 文化放送 - 1998年3月ごろまで、放送開始数分前からチャイコフスキー作曲「白鳥の湖」第3幕から王宮の舞踏会の音楽、放送終了数分後までドビュッシー作曲『月の光』を演奏。同年4月から2015年12月のワイドFM開始前まで「QRソング」を演奏し、ISとして機能していた。ワイドFM開始後から2022年までは「ぶんかほーそー」のイントロで始まり周波数が入る「QRソング」に替わるステーションソングとなり、2023年から「QRソング」のサビを活用したステーションソングとなった。周波数は入らない。
- 東海ラジオ -放送開始（4:55頃）から ジョージ・ウィンストン作曲「Cloudy This Morning」が流れる。
- LuckyFM - 放送開始時に「茨城県民の歌」が流れる。
- 栃木放送 - 吹奏楽団の演奏による県民の歌を放送前に演奏し、ISとして機能していた。
- ラジオ日本 - 2020年3月まで、放送開始（4:57頃）からアップテンポの音楽が1分間流れた後、「♪〜1422ラジオ日本」というフレーズが流れるオリジナル楽曲を使用。同年4月からはエドヴァルド・グリーグ作曲「『ペールギュント』第1組曲：朝」を使用している。
- TOKYO FM - 放送開始（4:55:45）から「シュネルポルカ（Schnellpolka）」が流れる。

以下はオープニングやエンディング（クロージング）テーマで代用しているもの。
- 文化放送、TBSラジオ、MBSラジオ、ラジオ大阪、東海ラジオ、南海放送、琉球放送など - 社歌や放送局のイメージソング。多くは日曜の深夜放送終了時と月曜の早朝放送開始時に流れるが、MBSラジオは月曜の放送開始時のみで日曜の終了時はアレンジ版のファンファーレスタイルが流れる。
- ニッポン放送 - ジョニー・ピアソン作曲「朝もやの渚」。ギター演奏はクロード・チアリ（日曜深夜の終了時。月曜早朝の開始時は「君が代」に続いてフランク・ミルズの「街角のカフェ」。なお平日は「オールナイトニッポン」の終夜放送である）。
- IBCラジオ - クロージング曲（毎日午前1時前）は「蒼いノクターン」、オープニング曲（毎日午前4時前）は「薔薇色のメヌエット」と、共にポール・モーリアの楽曲を使用。
- YBCラジオ - 放送開始時はマーチングバンドによる演奏。終了時はハワイアンソング（ウクレレ）の演奏。
- HBCラジオ - 伊福部昭作曲：「ウポポ」（1952年の開局時 - 2000年。2020年9月20日のHBC旧社屋最後の放送では、放送休止アナウンスの後にこの曲が流れた[4]）
- STVラジオ - ジョルジュ・ジューバン作曲「マリアの丘」
- SBCラジオ - 県歌「信濃の国」
- BAYFM - 「Love our bay, BayFM78」のキャッチフレーズが歌詞として入る曲（正式曲名不詳）
- TOKYO FM - マントヴァーニオーケストラ「歌は終わりぬ（The Song Is Ended）」（日曜深夜の放送終了時。前身であったFM東海でもこの曲を使用していた）
- J-WAVE - リチャード・バーマー作曲：「Across The View」（日曜深夜の放送終了時。開局当初同名の番組も存在した）

## その他
一部のインターバルシグナル名称は、『World Radio TV Handbook』にも掲載されている。